# Морская Полиция: Лос-Анджелес (Сезон 2)
Второй сезон американского телесериала «Морская полиция: Лос-Анджелес» премьера которого состоялась на телеканале CBS 22 сентября 2009 года.
Сериал является спин-оффом сериала «Морская полиция: Спецотдел».
Действие сериала разворачивается в Лос-Анджелесе, штат Калифорния.
Второй сезон вышел в эфир телеканала CBS 21 сентября 2010 года.

## В ролях
| Персонаж     | Актер               | Главный герой | Появление            |
| ------------ | ------------------- | ------------- | -------------------- |
| Джи Каллен   | Крис О’Доннелл      | Весь сезон    |                      |
| Кенси Блай   | Даниэла Руа         | Весь сезон    |                      |
| Нэйт Гетц    | Питер Кэмбор        |               | Эпизоды 1, 3, 14, 18 |
| Эрик Бил     | Барретт Фоа         | Весь сезон    |                      |
| Хетти Ланг   | Линда Хант          | Весь сезон    |                      |
| Сэм Ханна    | LL Cool J           | Весь сезон    |                      |
| Марти Дикс   | Эрик Кристиан Олсен | Весь сезон    |                      |
| Леон Венс    | Роки Кэрролл        |               | Эпизод 24            |
| Нелл Джонс   | Рене Фелис Смит     | С 11 эпизода  | Эпизоды 4-10         |
| Лорен Хантер | Клэр Форлани        |               | Эпизоды 23-24        |

Эрик Кристиан Олсен в роли Марти Дикса, становится постоянным актером. Рене Смит Феличе (Нелл Джонс) присоединился к команде в " Special Delivery ". Питер Кэмбор (Доктор Нейт Гетц) был в основной команде актеров, но был понижен до повторяющегося в начале второго сезона.

## Эпизоды
| № | #  | Название                             | Режиссёр               | Сценарист                    | Дата показа в США | Код серии | Зрители США (миллионы) |
| --- | -- | ------------------------------------ | ---------------------- | ---------------------------- | ----------------- | --------- | ---------------------- |
| 25 | 1  | «Human Traffic» «Живой товар»        | Джеймс Уитмор мл.      | Шэйн Бреннан                 | 21 сентября 2010  | 201       | 15,76                  |
| Детектив Марти Дикс пропал во время работы под прикрытием. Его напарник детектив Джесс Трейнор погибает от взорвавшейся бомбы в автомобиле. Команде поручено найти пропавшего детектива. Эрик Кристиан Олсен присоединяется к постоянному составу актеров в роли детектива Марти Дикса.                                          |    |                                      |                        |                              |                   |           |                        |
| 26 | 2  | «Black Widow» «Чёрная вдова»         | Кейт Вудс              | Дэйв Калштейн                | 21 сентября 2010  | 202       | 13,60                  |
| Агент под прикрытием убит во время расследования незаконной продажи оружия чеченским экстремистам на Кипре. Группа, участвовавшая в убийстве прибывает в Лос-Анджелес. Их новая цель - домохозяйка. |    |                                      |                        |                              |                   |           |                        |
| 27 | 3  | «Borderline» «Граница»               | Терренс О’Хара         | Скотт Геммилл                | 28 сентября 2010  | 203       | 16,51                  |
| Четыре морских пехотинца попали в засаду во время перехвата мексиканских преступников вдоль американо-мексиканской границы. Один убит, двое взяты в плен. Агенты пытаются освободить пленников и найти ответственного. |    |                                      |                        |                              |                   |           |                        |
| 28 | 4  | «Special Delivery» «Особая доставка» | Тони Уормби            | Джил Грант                   | 5 октября 2010    | 204       | 16,15                  |
| Капрал с базы Кэмп-Пендлтон у которого был доступ к секретной информации найден мёртвым на парковке с отрезанной кистью руки. Команда решает, что подарить Хетти на её день рождения. Первое появление Нелл Джонс. |    |                                      |                        |                              |                   |           |                        |
| 29 | 5  | «Little Angels» «Маленькие ангелы»   | Стивен ДеПол           | Фрэнк Милитери               | 13 октября 2010   | 205       | 16,05                  |
| Дочь капитана ВМС США похищена и закопана заживо. Преступление похоже на преступления серийного убийцы, который сидит в тюрьме. Несмотря на то, что дело ведет ФБР, Сэм обещает отцу найти девочку, потому что этот случай напоминает ему его прошлое.                                                                           |    |                                      |                        |                              |                   |           |                        |
| 30 | 6  | «Standoff» «Переговоры»              | Дэннис Смит            | Джозеф Уилсон                | 19 октября 2010   | 206       | 16,00                  |
| После того, как женщина берёт заложников в центре вербовки морпехов выясняется, что она бывший напарник Каллена из ЦРУ, Трейси Келлер, они работали под прикрытием как муж и жена. Ей нужна помощь Джи, но не всё так как кажется.                                                                                               |    |                                      |                        |                              |                   |           |                        |
| 31 | 7  | «Anonymous» «Неизвестные»            | Норберто Барба         | Кристина Ким                 | 26 октября 2010   | 207       | 15,99                  |
| Сотрудник Госдепартамента и пластический хирург убиты. Команда обнаруживает, что члены террористической ячейки изменили свои лица хирургическим путём. Они должны найти одного человека, который может идентифицировать их и сорвать предстоящий теракт.                                                                         |    |                                      |                        |                              |                   |           |                        |
| 32 | 8  | «Bounty»                             | Феликс Энрикес Алькала | Дэйв Калштейн                | 9 ноября 2010     | 208       | 15,61                  |
| Команда расследует убийство отставного сержанта, связиста из группы Дельта, который тесно сотрудничал с ВМФ в Афганистане. Его сын ненавидел отца, потому что он редко бывал с семьей. Отец перед смертью отправил ему открытку, на которой зашифрованы координаты нахождения террориста.                                        |    |                                      |                        |                              |                   |           |                        |
| 33 | 9  | «Absolution» «Прощение»              | Стивен ДеПол           | Скотт Геммилл                | 16 ноября 2010    | 209       | 15,81                  |
| Убит торговец оружием и пропала книга с сверхсекретной информацией. Хетти приказывает найти книгу, пока международные спецслужбы не "разорвали город". |    |                                      |                        |                              |                   |           |                        |
| 34 | 10 | «Deliverance» «Избавление»           | Тони Уормби            | Фрэнк Милитери, Шэйн Бреннан | 23 ноября 2010    | 210       | 14,96                  |
| Продолжение предыдущей серии. Хетти и команда продолжают поиски книги, которую также ищут различные спецслужбы, как иностранные, так и внутренние. Дикс приводит полицейскую собаку Монти. |    |                                      |                        |                              |                   |           |                        |
| 35 | 11 | «Disorder» «Расстройство»            | Джонатан Фрейкс        | Джил Грант, Дэйв Калштейн    | 14 декабря 2010   | 211       | 16,82                  |
| Когда два человека были убиты в перестрелке, команда должна опираться на показания бывшего офицера разведки военно-морского флота, который страдает от посттравматического стрессового расстройства. Хетти дарит всем подарки на Рождество.                                                                                      |    |                                      |                        |                              |                   |           |                        |
| 36 | 12 | «Overwatch» «Наблюдение»             | Карен Гавиола          | Линдсэй Стурман              | 11 января 2011    | 212       | 18,13                  |
| Команда NCIS открывает экспериментальную систему отслеживания отдела спецопераций, когда тело, содержащее сверхсекретную метку похищено из морга. |    |                                      |                        |                              |                   |           |                        |
| 37 | 13 | «Archangel» «Архангел»               | Тони Уормби            | Скотт Геммилл, Шэйн Бреннан  | 18 января 2011    | 213       | 17,29                  |
| Команда NCIS отправляется на поиски человека, ответственного за кражу секретных документов Пентагона. |    |                                      |                        |                              |                   |           |                        |
| 38 | 14 | «Lockup» «Тюрьма»                    | Ян Элиасберг           | Кристина Ким, Фрэнк Милитери | 1 февраля 2011    | 214       | 17,70                  |
| Когда Мо попадает в заключение, Сэм идет под прикрытием в тюрьму, чтобы попытаться проникнуть в Йеменскую террористическую группу и приблизиться к её лидеру. |    |                                      |                        |                              |                   |           |                        |
| 39 | 15 | «Tin Soldiers» «Оловянные солдатики» | Терренс О’Хара         | Скотт Геммилл                | 8 февраля 2011    | 215       | 17,16                  |
| Проникновение в дом Джи приводит к расследованию распространения микрочипов на чёрном рынке. Кенси идёт под прикрытием в клуб к очень суеверному человеку. |    |                                      |                        |                              |                   |           |                        |
| 40 | 16 | «Empty Quiver» «Пустой колчан»       | Джеймс Уитмор мл.      | Дэйв Калштейн                | 15 февраля 2011   | 216       | 16,80                  |
| Каллен и Сэм работают под прикрытием в дорожном патруле, чтобы вернуть украденные ядерные боеголовки. |    |                                      |                        |                              |                   |           |                        |
| 41 | 17 | «Personal» «Личное»                  | Кейт Вудс              | Джозеф Уилсон                | 22 февраля 2011   | 217       | 18,69                  |
| Во время попытки ограбления магазина, подстрелен Дикс. Выясняется, что целью было не убить его, а выманить Кенси Блай. Серия связана с серией "Чёрная вдова". |    |                                      |                        |                              |                   |           |                        |
| 42 | 18 | «Harm's Way» «Линия огня»            | Тони Уормби            | Шэйн Бреннан                 | 1 марта 2011      | 218       | 15,67                  |
| Продолжение эпизода «Тюрьма», Сэм отправляется на тайную миссию в Йемен. |    |                                      |                        |                              |                   |           |                        |
| 43 | 19 | «Enemy Within» «Внутренний враг»     | Стивен ДеПол           | Линдсэй Стурман              | 22 марта 2011     | 219       | 16,56                  |
| Команда пытается помешать покушению на венесуэльского политика на территории США. Диксу необходимо сдать экзамен. |    |                                      |                        |                              |                   |           |                        |
| 44 | 20 | «The Job» «Работа»                   | Терренс О’Хара         | Кристина Ким, Фрэнк Милитери | 29 марта 2011     | 220       | 15,34                  |
| Когда срывается ограбление на охраняемом объекте морской базы, Кенси отправляется работать под прикрытием, как вор. Дикс ревнует. |    |                                      |                        |                              |                   |           |                        |
| 45 | 21 | «Rocket Man» «Человек - ракета»      | Дэннис Смит            | Роджер Директор              | 12 апреля 2011    | 221       | 15,46                  |
| После того, как убит конструктор ракетных двигателей, Эрик Бил впервые идет работать под прикрытием. |    |                                      |                        |                              |                   |           |                        |
| 46 | 22 | «Plan B» «План Б»                    | Джеймс Уитмор мл.      | Дэйв Калштейн, Джозеф Уилсон | 3 мая 2011        | 222       | 14,16                  |
| Чтобы защитить Рэя, своего лучшего друга и информатора из группы торговцев оружием, Дикс должен вернуться под старое прикрытие. Выясняются некоторые подробности прошлого Дикса. |    |                                      |                        |                              |                   |           |                        |
| 47 | 23 | «Imposters» «Самозванцы»             | Джон Питер Кусакис     | Скотт Геммилл                | 10 мая 2011       | 223       | 14,74                  |
| Радиоактивное вещество, украденное в эпизоде "Наблюдение", обнаружено на сгоревшем теле. Хетти приводит свои дела в порядок, так как она готовится уйти из Морской полиции. Она предлагает Диксу стать агентом NCIS. Монти помогает найти бомбу. Первое появление: Лорен Хантер Клэр Форлани в роли Лорен Хантер                 |    |                                      |                        |                              |                   |           |                        |
| 48 | 24 | «Familia» «Семья»                    | Джеймс Уитмор мл.      | Шэйн Бреннан                 | 10 мая 2011       | 224       | 15,61                  |
| Хетти уходит из NCIS, Каллен и команда начинают расследование, чтобы найти её. Для этого им приходится уволиться из NCIS. Установлено, что Хетти работает по делу с участием таинственного прошлого Каллена и что она сама является членом семьи, которая хочет убить его в течение многих лет. Клэр Форлани в роли Лорен Хантер |    |                                      |                        |                              |                   |           |                        |